# CRE Constantine
Pour les articles homonymes, voir CREC.
Maillots
Le Chabab Riadhi ECOTEC Constantine (en arabe : شباب رياضي مقاولة بناء قسنطينة), plus couramment abrégé en CRE Constantine ou encore en CREC, est un club algérien de football fondé en 1976 et basé dans la ville de Constantine.
Le club s'est distingué au milieu des années 1980s avec sa fameuse finale en Coupe d'Algérie de 1985 perdue contre le MC Oran, alors que le club évoluait à l'époque en division d'honneur.

## Histoire
Ce club est un club d'entreprise créé à la suite des réformes footballistiques des années 1970, par un groupe de travailleurs de l'entreprise nationale des travaux de construction de Constantine (ECOTEC) sous la houlette d’Abdelfetah Cheriet, comme entraîneur et dirigeant.
En 1985, alors que le CREC évolue en division d'honneur, il marque l'histoire du football algérien en parvenant jusqu'en finale de la Coupe d'Algérie, face au grand Mouloudia Club d'Oran (MCO) ,.
Le CREC a évolué par le passé en D3 et D2 algérienne, actuellement, il joue dans les divisions inférieures.

## Palmarès
| Compétitions nationales               |
| ------------------------------------- |
| - Coupe d'Algérie - Finaliste : 1985. |

## Parcours

### Classement en championnat par année
- 1976-77 : D5, ?e
- 1977-78 : D5, ?e
- 1978-79 : D4, ?e
- 1979-80 : D4, ?e
- 1980-81 : D3, ?e
- 1981-82 : D3, 1er barragiste (défaite) .
- 1982-83 : D3, 3e
- 1983-84 : D3, 2e
- 1984-85 : D3, Division d'honneur Est 2é Groupe ouest  2e
- 1985-86 : D3, Division d'honneur Est Gr., ?e
- 1986-87 : D2, Régional Est, 10e
- 1987-88 : D2, Régional Est, 10e
- 1988-89 : D3, Régional Constantine, ?e
- 1989-90 : D3, Régional Constantine, 4e
- 1990-91 : D3, Régional Constantine, 12e
- 1991-92 : D3, Régional Constantine, 1re
- 1992-93 : D2, Division 2 Est, 13e
- 1993-94 : D2, Division 2 Est, 11e
- 1994-95 : D2, Division 2 Est, 15e
- 1995-96 : D2, Division 2 Est, 16e
- 1996-97 : D3, Régional Constantine, ?e
- 1997-98 : D3, Régional Constantine, ?e
- 1998-99 : D3, Régional Constantine, 10e
- 1999-00 : D?, ?e
- 2000-01 : D?, ?e
- 2001-02 : D?, ?e
- 2002-03 : D?, ?e
- 2003-04 : D?, ?e
- 2004-05 : D?, ?e
- 2005-06 : D?, ?e
- 2006-07 : D?, ?e
- 2007-08 : D?, ?e
- 2008-09 : D?, ?e
- 2009-10 : D?, ?e
- 2010-11 : D?, ?e
- 2011-12 : D?, ?e
- 2012-13 : D?, ?e
- 2013-14 : D?, ?e
- 2014-15 : D?, ?e
- 2015-16 : D?, ?e
- 2016-17 : D?, ?e
- 2017-18 : D?, ?e
- 2018-19 : D?, ?e
- 2019-20 : D?, ?e
- 2020-21 : D?, ?e
- 2021-22 : D?, ?e
- 2022-23 : D6, DH Constantine, ?e

### Parcours du CREC en coupe d'Algérie
| Saison  | Tour             | Matchs        | Résultats     |
| ------- | ---------------- | ------------- | ------------- |
| 1976-77 | ?                | ?             | ?             |
| 1977-78 | ?                | ?             | ?             |
| 1978-79 | ?                | ?             | ?             |
| 1979-80 | ?                | ?             | ?             |
| 1980-81 | ?                | ?             | ?             |
| 1981-82 | ?                | ?             | ?             |
| 1982-83 | ?                | ?             | ?             |
| 1983-84 | ?                | ?             | ?             |
| 1984-85 | finaliste        | MC Oran       | 2-0           |
| 1985-86 | 1/8 finale       | MC Oran       | 1-0           |
| 1986-87 | 1/8 finale       | USM Aïn Béïda | 1-1 t.a.b 4-2 |
| 1987-88 | 1/64 finale      | AB Barika     | 1-0           |
| 1988-89 | 1/32 finale      | ES Guelma     | 2-1 a.p       |
| 1989-90 | N.J              | N.J           | N.J           |
| 1990-91 | 1/32 finale      | ES Collo      | 1-0           |
| 1991-92 | ?                | ?             | ?             |
| 1992-93 | N.J              | N.J           | N.J           |
| 1993-94 | 1/8 finale       | ASM Oran      | 1-0           |
| 1994-95 | ?                | ?             | ?             |
| 1995-96 | 1/16 finale      | MC Oran       | 1-1 t.a.b 4-2 |
| 1996-97 | ?                | ?             | ?             |
| 1997-98 | ?                | ?             | ?             |
| 1998-99 | 1/32 finale      | USM Oran      | 0-0 t.a.b 4-2 |
| 1999-00 | ?                | ?             | ?             |
| 2000-01 | ?                | ?             | ?             |
| 2001-02 | Avant dernier TR | ES Collo      | ?             |
| 2002-03 | ?                | ?             | ?             |
| 2003-04 | ?                | ?             | ?             |
| 2004-05 | ?                | ?             | ?             |
| 2005-06 | ?                | ?             | ?             |
| 2006-07 | ?                | ?             | ?             |
| 2007-08 | ?                | ?             | ?             |
| 2008-09 | ?                | ?             | ?             |
| 2009-10 | ?                | ?             | ?             |
| 2010-11 | ?                | ?             | ?             |
| 2011-12 | ?                | ?             | ?             |
| 2012-13 | ?                | ?             | ?             |
| 2013-14 | ?                | ?             | ?             |
| 2014-15 | ?                | ?             | ?             |
| 2015-16 | ?                | ?             | ?             |
| 2016-17 | ?                | ?             | ?             |
| 2017-18 | ?                | ?             | ?             |
| 2018-19 | ?                | ?             | ?             |
| 2019-20 | ?                | ?             | ?             |

## L'exploit de 1985
Lors de la saison 1984-85, le CREC qui évoluait à l'époque en division d'honneur, réalise une grande surprise, en atteignant la finale de la Coupe d'Algérie, et sera la première et la seule équipe issue d'une division inférieure communément appelées « les Cendrillon de la compétition » qui aura ce prestige. 
Le CREC avait éliminé lors de son parcours des grandes équipes de l'époque comme le JSM Tiaret (équipe de la D1) au stade de Bologhine, le MSP Batna (solide pensionnaire de la D2) au stade du 8-Mai-1945 de Sétif et le GC Mascara (champion d'Algérie en titre à l'époque) au stade du 5 juillet 1962 à Alger, avant de perdre avec les honneurs la finale face au grand MC Oran par 2 buts à zéro.

## Anciens joueurs
- Abdelfetah Cheriet
- Abdelghani Fendi
- Abdelkader Boutemdjet (GB)
- Abdelkader Lebssis
- Abderrezak Zerrouki (GB)
- Ahmed Boulfelfel
- Ahmed Kismoune
- Belaïd Azzouz, dit Zagour
- Djamel Debchi
- Farid Touali
- Farouk Djeddou
- Foued Boukroune
- Hamza Diabi
- Hassan Boutebba
- Hassan Chahti
- Kamel Bellara
- Kamel Tolba
- Larbi Aichoune
- Mohamed-Salah Hannache
- Noureddine Missi
- Rabah Belhamel
- Salim Sekiou
- Samir Benkenida
- Youcef Bouzid
- Zoubir Bouzid

## Anciens entraîneurs
- Abdelfetah Cheriet
- Rabah Zid

## Anciens présidents
- Abdelfetah Cheriet